# Волков, Семён Артемьевич
Волков Семён Артемьевич (1717—1796) — русский архитектор и художник.

## Проекты и строения
- Перестройка Аничкова моста (1749)
- Проект пятиглавого завершения Казанского собора и новой колокольни (не осуществлён)
- Собор Пресвятой Троицы (Троице-Петровский)[1]
- Трехъярусный ампирный иконостас церкви Покрова Пресвятой Богородицы[2].